# Vanhouttea salviifolia
Vanhouttea salviifolia là một loài thực vật có hoa trong họ Tai voi. Loài này được (Gardner) Kuntze miêu tả khoa học đầu tiên năm 1891.